# Teoría de las colisiones

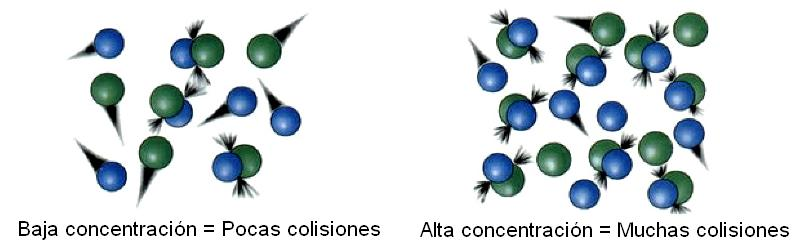
La velocidad de reacción tiende a incrementarse con la concentración, fenómeno explicado por la teoría de las colisiones.

La teoría de las colisiones es una teoría propuesta por Max Trautz en 1916 y por William Lewis  en 1918, que explica cómo ocurren las reacciones químicas y por qué las velocidades de reacción difieren para diversas reacciones. Para que una reacción ocurra, las partículas reaccionantes deben colisionar. Solo una cierta fracción de las colisiones totales causan un cambio químico; estas son llamadas colisiones exitosas o completadas. Las colisiones exitosas tienen  suficiente (energía de activación), al momento del impacto, para romper los enlaces existentes y formar nuevos enlaces, resultando en los productos de la reacción. El incrementar la concentración de los reactivos y aumentar la temperatura lleva a más colisiones y por tanto a más colisiones exitosas, incrementando la velocidad de la reacción.
Cuando un catalizador está involucrado en la colisión entre las moléculas reaccionantes, se requiere una menor energía para que tome lugar el cambio químico, y por lo tanto más colisiones tienen la energía suficiente para que ocurra la reacción. La velocidad de reacción por lo tanto también se incrementa. 
La teoría de las colisiones está cercanamente relacionada con la cinética química.

## Constante de velocidad
La constante de velocidad para una reacción bimolecular en fase gaseosa, como la predice la teoría de las colisiones es:

{\displaystyle k(T)=Z\rho \exp \left(-{\frac {E_{\mathrm {a} }}{RT}}\right)}

donde:
- {\displaystyle Z} es la frecuencia de colisión.[3]
- {\displaystyle \rho } es el factor estérico.[4]
- {\displaystyle E_{\mathrm {a} }} es la energía de activación de la reacción.
- {\displaystyle T} es la temperatura.
- {\displaystyle R} es la constante universal de los gases ideales.

La frecuencia de colisión es:

{\displaystyle Z=N_{\mathrm {A} }\sigma _{\mathrm {AB} }{\sqrt {\frac {8k_{\mathrm {B} }T}{\pi \mu _{\mathrm {AB} }}}}}

donde:
- {\displaystyle N_{\mathrm {A} }} es el número de Avogadro.
- {\displaystyle \sigma _{\mathrm {AB} }} es la sección eficaz de la reacción.
- {\displaystyle k_{\mathrm {B} }} es la constante de Boltzmann.
- {\displaystyle \mu _{\mathrm {AB} }} es la masa reducida de los reactantes.

## Puntos de vista cuantitativos

### Derivación
Considérese la reacción:
{\displaystyle {\rm {A+B\longrightarrow C}}}
En la teoría de las colisiones se considera que dos partículas {\displaystyle {\rm {A}}} y {\displaystyle {\rm {B}}} colisionarán si sus núcleos se aproximan más cerca de cierta distancia. El área alrededor de una molécula {\displaystyle {\rm {A}}} en la cual se puede colisionar con una molécula {\displaystyle {\rm {B}}} que se aproxima es llamada la sección eficaz (o sección transversal) {\displaystyle \sigma _{\mathrm {AB} }} de la reacción y es, en principio, el área correspondiente a un círculo cuyo radio ({\displaystyle r_{\mathrm {AB} }}) es la suma de los radios de ambas moléculas reactantes, que se suponen esféricas.
Una molécula en movimiento barrerá por lo tanto un volumen πr²ABcA por segundo conforme se mueve, donde {\displaystyle c_{\mathrm {A} }} es la velocidad promedio de la partícula.
De la teoría cinética es sabido que una molécula de A tiene una velocidad promedio (dada por la distribución de Maxwell-Boltzmann), y siendo diferente de la velocidad media cuadrática), de {\displaystyle c_{\mathrm {A} }={\sqrt {\frac {8k_{\mathrm {B} }T}{\pi m_{\mathrm {A} }}}}}, donde {\displaystyle k_{\mathrm {B} }} es la constante de Boltzmann y {\displaystyle m_{\mathrm {A} }} es la masa de la molécula.
La solución del problema de los dos cuerpos señala que dos diferentes cuerpos en movimiento pueden ser tratados como un cuerpo que tiene la masa reducida de ambos y se mueve con la velocidad del centro de masas, así que, en este sistema {\displaystyle \mu _{\mathrm {AB} }} debe ser usado en vez de {\displaystyle m_{\mathrm {A} }}.
Por tanto, la "frecuencia de colisión" total, de todas las moléculas de A, con todas las moléculas de B, es:
{\displaystyle N_{\mathrm {A} }^{2}\sigma _{\mathrm {AB} }{\sqrt {\frac {8k_{\mathrm {B} }T}{\pi \mu _{\mathrm {AB} }}}}\mathrm {[A][B]} =N_{\mathrm {A} }^{2}r_{\mathrm {AB} }^{2}{\sqrt {\frac {8\pi k_{\mathrm {B} }T}{\mu _{\mathrm {AB} }}}}\mathrm {[A][B]} =Z\mathrm {[A][B]} }
De la distribución de Maxwell-Boltzmann puede ser deducido que la fracción de las colisiones con más energía que la energía de activación es {\displaystyle {\mathrm {e} }^{-{\frac {E_{\mathrm {a} }}{k_{\mathrm {B} }T}}}}. Por tanto la rapidez de una reacción bimolecular para gases ideales será:
{\displaystyle r=Z\rho \mathrm {[A][B]} \exp \left(-{\frac {E_{\mathrm {a} }}{RT}}\right)}
donde:
- {\displaystyle Z} es la frecuencia de colisión.
- {\displaystyle \rho } es el factor estérico, el cual será discutido en detalle en la siguiente sección.
- {\displaystyle E_{\mathrm {a} }} es la energía de activación de la reacción.
- {\displaystyle T} es la temperatura absoluta.
- {\displaystyle R} es la constante de los gases ideales.

El producto {\displaystyle Z\rho } es equivalente al factor preexponencial de la ecuación de Arrhenius.

### Validez de la teoría y factor estérico
Una vez que una teoría es formulada su validez debe ser probada, esto es, comparar sus predicciones con el resultado de los experimentos.
Cuando la expresión de la constante de velocidad es comparada con la ecuación de velocidad para una reacción bimolecular elemental, r = k(T)[A][B], se nota que {\displaystyle k(T)=N_{\mathrm {A} }\sigma _{\mathrm {AB} }{\sqrt {\frac {8k_{\mathrm {B} }T}{\pi m_{\mathrm {A} }}}}\exp \left(-{\frac {E_{\mathrm {a} }}{RT}}\right)}.
La expresión es similar a la ecuación de Arrhenius, y brinda la primera explicación teórica de dicha ecuación sobre una base molecular. La débil dependencia de la temperatura del factor preexponencial es tan pequeña comparada con el factor exponencial que no puede ser medida experimentalmente, eso es, "no es factible establecer, sobre la base de estudios de temperatura de la constante de velocidad, si la dependencia predicha T½ del factor preexponencial es observada experimentalmente".[cita requerida]

#### Factor estérico
Si los valores de las constantes de velocidad predichos son comparados con los valores de las constantes de velocidad conocidas se nota que la teoría de las colisiones falla en estimar las constantes correctamente y cuanto más complejas son las moléculas, el fallo es mayor. La razón para eso es que se ha supuesto que las partículas son esféricas y capaces de reaccionar en todas direcciones; eso no es verdad, debido a que la orientación de las colisiones no es siempre la correcta. Por ejemplo en la reacción de hidrogenación del etileno, la molécula de H2 debe aproximarse a la zona del enlace entre los átomos, y solo una pequeña cantidad de todas las posibles colisiones cumplirán este requerimiento.
Para aliviar este problema, un nuevo concepto debe ser introducido: el «factor estérico», ρ. Es definido como la razón entre el valor experimental y el predicho (o la razón entre el factor de frecuencia y la frecuencia de colisión), y es la mayoría de las veces menor que la unidad.
{\displaystyle \rho ={\frac {A_{\mathrm {observado} }}{Z_{\mathrm {calculado} }}}}
Usualmente, cuanto más complejas sean las moléculas de los reactivos, será menor el factor estérico. Sin embargo, algunas reacciones exhiben factores estéricos mayores que la unidad: las reacciones arpón, que envuelven átomos que intercambian electrones, produciendo iones. La desviación de la unidad puede tener diferentes causas: las moléculas no son esféricas, así que son posibles diferentes geometrías; no toda la energía cinética es entregada en sitio correcto; la presencia de un disolvente (cuando es aplicado a disoluciones), etc.
La teoría de las colisiones puede ser aplicada a reacciones en disolución; en ese caso, la jaula de disolvente tiene un efecto en las moléculas reaccionantes y varias colisiones pueden tomar lugar en un único encuentro, lo cual lleva a que los factores preexponenciales predichos sean muy grandes. Los valores de ρ mayores que la unidad pueden ser atribuidos a contribuciones entrópicas favorables.